# Absolutfel
Absolutfelet är ett begrepp inom numerisk analys.
Absolutfelet i en approximation är absolutbeloppet av differensen mellan det exakta värdet och det approximerade. Det definieras således enligt följande:
{\displaystyle \Delta x=|x-{\bar {x}}|}, där {\displaystyle \Delta x} är absolutfelet, {\displaystyle x} är det korrekta värdet och {\displaystyle {\bar {x}}} är ett närmevärde till {\displaystyle x}.
Givet kunskap om absolutvärdet är det inte möjligt att beräkna det korrekta värdet givet approximationen eller vice versa. Anledningen är att absolutfelet inte ger information om felets tecken (alltså om det är positivt eller negativt). I praktiken är i många fall endast en övre gräns på abolutfelet känt.